# Processo alla Giunta Militare Argentina

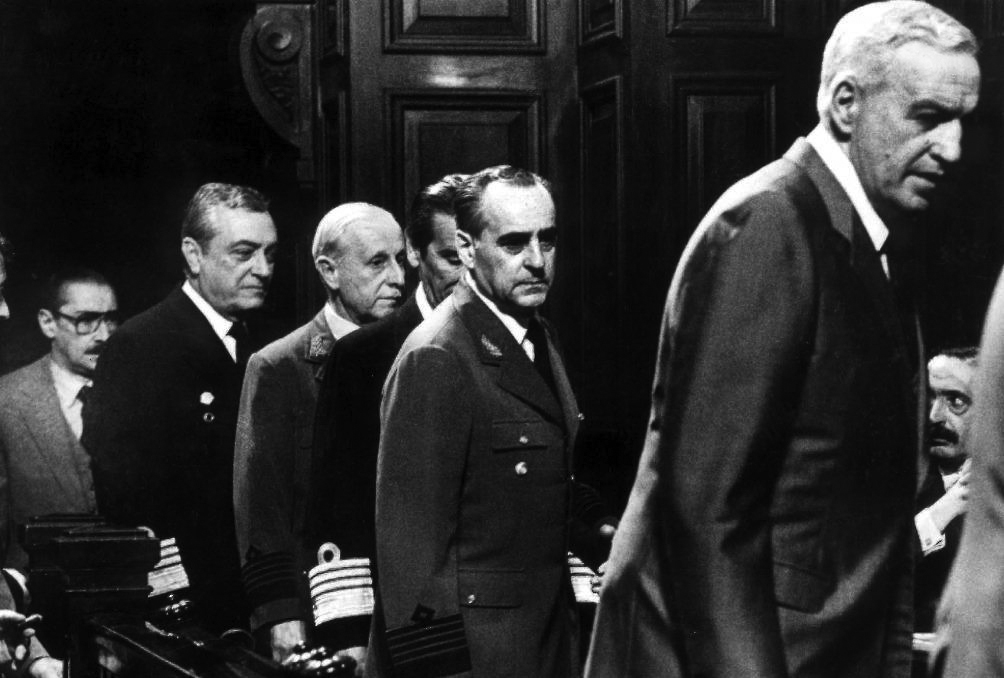
Alcuni imputati il 22 maggio 1985

Il processo alla Giunta Militare Argentina (in spagnolo Juicio a las Juntas) è stato il procedimento legale volto a punire i governatori militari del regime instauratosi in Argentina dal 1976 al 1983.
Il processo si è svolto nel 1985, rappresentando di fatto un unicum in America Latina, vedendo come imputati Jorge Rafael Videla, Emilio Eduardo Massera, Roberto Eduardo Viola, Armando Lambruschini, Orlando Ramón Agosti, Omar Graffigna, Leopoldo Galtieri, Jorge Anaya e Basilio Lami Dozo.

## Istruzione del processo
Tre giorni dopo aver prestato giuramento (13 dicembre 1983) come primo Capo di Stato democraticamente eletto, Raúl Alfonsín firmò il decreto N° 158, nel quale si dava inizio alle indagini contro i 9 membri delle prime 3 giunte militari che governarono il Paese dopo il colpo di Stato del 1976 e la cacciata di Isabelita Perón. Pochi giorni dopo fu istituita la Comisión Nacional sobre la Desaparición de Personas (CONADEP), la quale, dopo aver raccolto diverse migliaia di testimonianze, portò alla luce circa 8 960 casi di desaparecidos.
In seguito al rifiuto di processare i membri delle giunte da parte della corte marziale, Alfonsín istituì una corte presieduta da sei giudici: León Arslanián, Jorge Torlasco, Ricardo Gil Lavedra, Andrés D'Alessio, Jorge Valerga Aráoz, e Guillermo Ledesma. Furono incaricati come procuratori Julio César Strassera e il suo assistente, Luis Moreno-Ocampo.

## Processo
Il processo iniziò il 22 aprile 1985, rappresentando il primo e unico caso di processo da parte di un paese democratico contro un regime dittatoriale, nonché il più grande processo per crimini di guerra avvenuto dopo quelli di Norimberga.
I membri della giunta erano accusati di crimini di guerra e crimini contro l'umanità, includendo rapimenti, torture, sparizioni e omicidi dei dissidenti durante la guerra sporca.
I procuratori presentarono 709 casi (di cui 280 furono presi in esame) e un totale di 833 testimoni, tra i quali figurarono l'ex presidente Alejandro Lanusse, lo scrittore Jorge Luis Borges, la presidente dell'associazione Nonne di Plaza de Mayo, Pablo Díaz (sopravvissuto della notte delle matite), Patricia Derian (assistente del segretario di Stato per i diritti umani nell'amministrazione Carter), il giurista olandese Theo van Boven e l'antropologo forense Clyde Snow.
Le arringhe conclusive furono ascoltate il 18 settembre.
(Julio César Strassera)

### Sentenze
Le sentenze furono emanate il 9 dicembre 1985:
- Il generale Jorge Videla e l'ammiraglio Emilio Massera furono condannati all'ergastolo;
- Il generale Roberto Viola fu condannato a scontare 17 anni in prigione;
- L'ammiraglio Armando Lambruschini fu condannato a 8 anni;
- Il generale Orlando Agosti fu condannato a 4 anni e mezzo;
- Omar Graffigna, Leopoldo Galtieri, Jorge Anaya e Basilio Lami Dozo furono assolti per poi essere processati da una corte marziale per la mala-gestione della guerra delle Falkland nel 1982.

Diversi altri processi si tennero negli anni successivi, in particolare ebbe risalto quello contro Miguel Etchecolatz, un ex poliziotto di Buenos Aires, accusato di diversi omicidi, sequestri e torture, e poi condannato all'ergastolo nel 2006.
Le 147 videocassette del processo furono trasferite in Norvegia il 25 aprile 1988 e sono conservate presso il palazzo del parlamento norvegese.

### Reazioni
Durante il processo ci furono diverse contestazioni da parte di figure vicine o favorevoli al regime. Molte di queste contestazioni sfociarono in tentati e avvenuti attentati contro scuole e sedi governative, tra cui il Ministero della difesa. Ciò costrinse il presidente Alfonsín a dichiarare lo stato d'emergenza.

### Corte suprema
Il 30 dicembre 1986 la Corte Suprema di Giustizia argentina, confermò nella sostanza la sentenza impugnata, ma attenuò la situazione di Viola e Agosti, mutando la qualifica di “mediatori” in quella di “partecipanti in quanto necessari collaboratori”, e assolvendo Viola per due fatti di illegittima privazione della libertà e Agosti per tre casi di rapina, riducendone così rispettivamente la pena a 16 anni e 6 mesi di carcere e 3 anni e 9 mesi.

## Media
- Argentina, 1985, film del 2022 diretto da Santiago Mitre.